# André Zucca
André Zucca, né à Paris en 1897 où il est mort en 1973, est un photographe français.

## Biographie
D'origine piémontaise, André Zucca passe une partie de sa jeunesse aux États-Unis avant de revenir en France en 1915. Il s'engage dans l'armée française pendant la Première Guerre mondiale, lors de laquelle il est blessé, et ensuite décoré de la croix de guerre.
Après plusieurs reportages de 1935 à 1937 (Italie, Grèce, Yougoslavie, Japon, Chine, Inde, Maroc) aux côtés de Joseph Kessel, il travaille dans plusieurs journaux, dont L'Illustration, Paris-Soir, Comœdia, ou encore Match, et couvre la drôle de guerre en 1939-1940.
En 1941, il est réquisitionné pour travailler au journal Signal, organe de propagande de l'armée allemande, et présente de façon positive l'occupation allemande, ainsi que la création de la LVF. Ces activités ne sont cependant liées à aucun engagement idéologique, même s'il a été parfois qualifié d'anarchiste de droite.
Parallèlement à sa contribution à Signal, il est l'un des seuls à pouvoir photographier en couleur, à l'aide d'une pellicule Agfacolor (pellicule rare à l'époque), les scènes de la vie quotidienne dans le Paris occupé.
Après la guerre, son dossier fait l'objet d'un classement sans suite lors de l'épuration. Il s'installe à Dreux où il ouvre au 20, rue du Bois-Sabot un commerce de photographe à l'enseigne Studio Piernic. 
Il meurt en 1973.

### Famille
André Zucca est le père de Pierre Zucca (1943-1995) réalisateur et scénariste français.

## Postérité
Ses archives sont rachetées par la Bibliothèque historique de la ville de Paris en 1986 ; elles se composent principalement de clichés pris pendant la Seconde Guerre mondiale et plus particulièrement pendant l'occupation à Paris.
En 2008, les éditions Gallimard ont organisé avec la ville de Paris une exposition consacrée aux clichés pris par André Zucca sous l'Occupation. Cette exposition a suscité immédiatement une vive polémique car les conditions dans lesquelles avaient été prises ces photographies n'étaient pas précisées,. L'exposition a été maintenue et le dispositif d'information sur le contexte, proposé aux visiteurs, a été renforcé.